# Turistická značená trasa 7262
 Turistická značená trasa 7262 je 6,5 km dlouhá žlutě značená trasa Klubu českých turistů v okresech Semily a Trutnov spojující Benecko a Hořejší Herlíkovice. Její převažující směr je východní. Trasa se téměř v celé délce nachází na území Krkonošského národního parku.

## Průběh trasy
Turistická trasa má svůj počátek v horní části Benecka na rozcestí s červeně značenou Bucharovou cestou. Zpočátku stoupá severovýchodním směrem po asfaltové komunikaci na okraj zástavby Benecka, kde přechází na lesní cestu a vystupuje na nejvyšší bod v severním úbočí Zadního Žalého. Za ním se opět křižuje s Bucharovou cestou a klesá lesem východním směrem na skalnatý Žalský Kozí hřbet, na kterém mění směr na jižní. Za hřbetem vstupuje na zpevněnou cestu Velbloudka, po které vede asi 0,5 km. Poté několikrát mění směr a po lesních pěšinách sestupuje do Dumlichova dolu. Jím pak pokračuje východním směrem podél Šindelové strouhy do Herlíkovic na rozcestí se zeleně značenou trasou 4235 sestupující od lanovky na Žalý do Hořejšího Vrchlabí. Trasa 7262 přechází Labe, poté vede krátkým úsekem po silnici II/295 a po něm stoupá lesní pěšinou přibližně východním směrem do Hořejších Herlíkovic, kde končí na rozcestí s modře značenou trasou 1804 z Vrchlabí do Špindlerova Mlýna.

## Turistické zajímavosti na trase
- Benecko
- Žalský Kozí hřbet
- Dumlichův důl
- Evangelický kostel v Hořejších Herlíkovicích